# Max Grabowski (Maler)
Max Grabowski (* 1. Januar 1897 in Kreuzburg (Ostpreußen); † 20. Januar 1981 in Berlin) war ein deutscher Maler und Grafiker sowie Widerstandskämpfer gegen den Nationalsozialismus.

## Leben
Max Grabowskis Vater war Postschaffner. Die Eltern starben sehr früh, und Max war mit seinen Geschwistern Otto Grabowski und Frieda auf sich allein gestellt. Nach der Grundschule machte Max Grabowski von 1911 bis 1914 in Königsberg eine Lehre als Dekorationsmaler. Danach arbeitete er an verschiedenen Orten als Malergehilfe. Ab 1916 war er im Kriegsdienst, nach Kriegsende kurze Zeit in einem Freikorps. Die Erlebnisse dieser Zeit brachten ihn zur entschiedenen Ablehnung des Militarismus und des preußischen Obrigkeitsstaats.
Ab 1919 wanderte Grabowski als Malergeselle und Gelegenheitsarbeiter durch Deutschland. Von 1922 bis 1923 besuchte er die Kunstgewerbeschule in Königsberg. Danach arbeitete er in Bayern als Dekorationsmaler und Elfenbeinschnitzer und von 1923 bis 1925 als Zeichner und Entwerfer in einem Münchner Trickfilmstudio. Im Winter besuchte er die Münchner Kunstgewerbeschule, und in der Freizeit fuhr er in die Alpen und malte Aquarelle. Er blieb als Künstler lebenslang weitgehend Autodidakt.
Grabowski zog dann nach Berlin, wo inzwischen seine Geschwister lebten. Gemeinsam mit ihnen trat er der KPD bei. Er wirkte in der Partei aktiv mit und beteiligte sich an antimilitaristischen Demonstrationen und Ausstellungen. 1927 gründete und betrieb Grabowski in Berlin ein Geschäft für Malereibedarf. In der Freizeit betätigte er sich weiter künstlerisch. Von 1935 bis 1937 arbeitete er als Entwerfer, Färber und Zeichner in einer Berliner Knopffabrik, ehe er sich in Berlin-Rudow als Farbenhändler selbständig machte.
Nachdem er schon 1933 wegen seiner politischen Aktivitäten kurzzeitig im KZ Oranienburg inhaftiert war, gehörte Grabowski u. a. mit seinem Bruder Otto und Herbert Grasse zur Widerstandsgruppe um John Sieg. Für diese druckte er von 1939 bis 1944 in seiner Wohnlaube in der Bahnhofstraße 117 illegale Handzettel und Flugschriften und die Halbmonatsschrift Die innere Front und beschaffte dafür Druckpapier und Matrizen. Als die Gruppe 1942 aufflog, entging er der Verhaftung offenbar nur dadurch, dass Grasse und Sieg sich durch Selbsttötung der Gefahr einer Belastung ihrer Genossen entzogen. Gegen Kriegsende wurde Grabowski zur Arbeit in einem Rüstungsbetrieb und bei der Reichsbahn dienstverpflichtet.
Nach Ende der Naziherrschaft beteiligte Grabowski sich in Berlin sofort am Aufbau neuer Verwaltungsstrukturen und arbeitete aktiv in der KPD bzw. SED. Daneben begann er wieder zu malen. Nachdem er am Aufbau eines Filmarchivs mitgewirkt und auch Kurzfilmexposés geschrieben hatte, war er 1946 Leiter des „Referats Film, Bühne, Literatur“ in der „Abteilung Kultur und Erziehung“ des Sekretariats der KPD, dann bis 1953 Referent und Hauptreferent für Bildende Kunst in der Zentralverwaltung für Volksbildung. Als 1947 in Berlin der Verlag Bildende Kunst mit der gleichnamigen Monatszeitschrift für Malerei, Graphik, Plastik und Architektur gegründet wurde, wurde er neben den Herausgebern Karl Hofer und Oskar Nerlinger im Auftrag und mit den finanziellen Mitteln der SED (7000 RM) Gesellschafter. Neben namhaften antifaschistischen Künstlern gehörte er auch dem Redaktionsbeirat an.
Grabowski vertrat vehement den Sozialistischen Realismus sowjetischer Prägung. So erklärte er 1947 in einem Zeitschriftenaufsatz die surrealistische Malerei als unvereinbar mit der kommenden sozialistischen Welt und sprach sich gegen die „romantizistische“ Neue Sachlichkeit aus.
Neben seiner beruflichen Arbeit betätigte Grabowski sich wieder als Maler. Er wurde Mitglied des Verbandes Bildender Künstler der DDR. 1952 machte er eine Ausbildung zum Ästhetikdozenten. Als Hochschullehrer und stellvertretender Direktor arbeitete er von 1952 bis zum Vorruhestand 1957 an der Hochschule für Grafik und Buchkunst Leipzig. Danach widmete er sich wieder verstärkt der Malerei, vor allem in Aquarell und Öl, und der Druckgrafik. In den letzten Lebensjahren versuchte er sich wieder künstlerisch mit den politischen Themen auseinanderzusetzen, die ihn sein Leben über bewegt hatten.
Grabowski hatte einen Patenschaftsbeziehung mit den Fotochemischen Werken Köpenick, wo er Ausstellungen organisierte.
Grabowski war in erster Ehe mit Trude Grabowski und ab 1949 mit der Malerin Ingeborg Michaelis-Grabowski verheiratet. Beide lebten zuletzt in Berlin-Müggelheim und hatten zwei Söhne.

## Werke (Auswahl)

### Tafelbilder (Auswahl)
- Zigeunervater mit seiner Tochter (Öl; ausgestellt 1982/1983 auf der IX. Kunstausstellung der DDR)[2]

- Selbstbildnis mit Starauge (Öl; im Bestand der Berlinischen Galerie)

### Aquarelle (Auswahl)
- Am Bodden in Altenhagen (1949)[3]
- Erntefelder (1949; ausgestellt 1949 auf der 2. Deutschen Kunstausstellung)[4]
- Stürmischer Erntetag (ausgestellt 1949 auf der 2. Deutschen Kunstausstellung)[5]
- Grünheide bei Erker (ausgestellt 1949 auf der 2. Deutschen Kunstausstellung)[6]

### Zeitschriftenaufsätze
- Kunst im Leben des Volkes. In: Bildende Kunst. Berlin, 1947, S. 15–16.
- Künstler und Auftraggeber. In: Bildende Kunst. Berlin, 1948, S. 33–36

## Ausstellungen
- 1949: Dresden, 2. Deutsche Kunstausstellung
- 1977/1978 und 1982/1983: Dresden, VII. und IX. Kunstausstellung der DDR
- 1975, 1979 und 1981: Berlin, Bezirkskunstausstellung
- 1987: Berlin, Ephraim-Palais („Das Bild der Stadt Berlin von 1945 bis zur Gegenwart“)